# Andrea Bregno

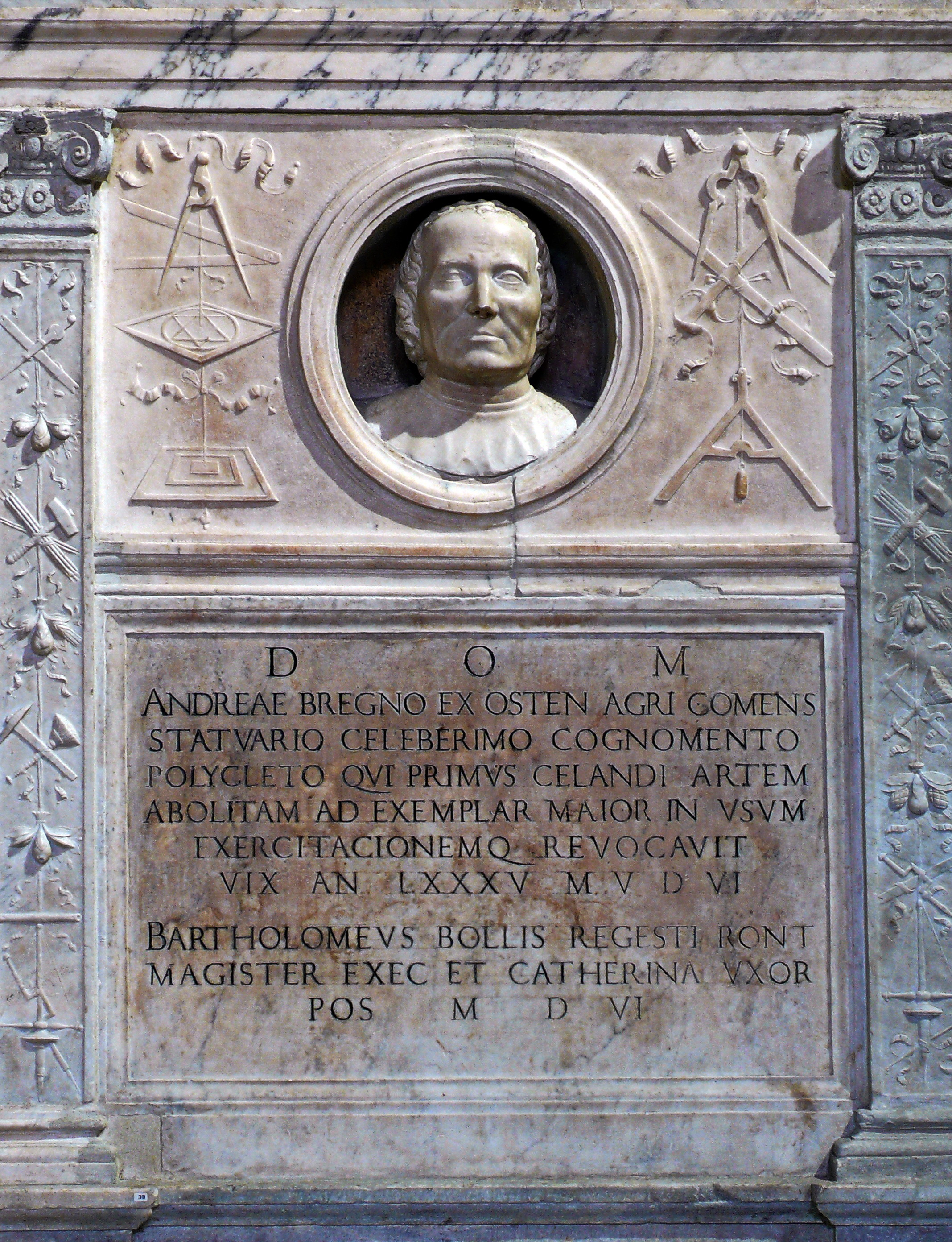
Túmulo de Andrea Bregno em Santa Maria sopra Minerva, Roma

Andrea di Cristoforo Bregno (1418–1506 (88 anos)) foi um escultor e arquiteto italiano do início do Renascimento que trabalhou em Roma a partir da década de 1460 e morreu bem no início do Alto Renascimento.

## Primeiros anos
Andrea nasceu em Claino con Osteno, na Lombardia, em uma das mais famosas famílias de artistas do norte da Itália. Seu pai, Cristoforo Bregno, e seus irmãos, Ambrogio e Girolamo, eram escultores. A família fundou uma oficina em Ferrara e assumiu a obra do Palácio do Doge, em Veneza, depois da morte de Bartolomeo Bon.

## Carreira em Roma
Andrea foi convidado a trocar Veneza por Roma quando o veneziano Paulo II foi eleito papa. Durante o pontificado de Sisto IV della Rovere, recebeu encomendas e comandou uma grande oficina que produziu muitos túmulos para cardeais e outras personalidades da Cúria Romana, com variados graus de autoria pessoal. Entre elas, os monumentos do cardeal Giovanni Battista Savelli (m. 1498), em Santa Maria in Aracoeli; o túmulo de Giovanni Della Rovere (m. 1483) em Santa Maria del Popolo e outras obras na mesma igreja, incluindo um tríptico em mármore de Santa Catarina; e o túmulo do conde Giraud d'Ansedum em Santissimi Apostoli (1505). Ele ficou famoso entre seus contemporâneos e foi comparado ao escultor grego Policleto no epitáfio de seu túmulo em Santa Maria sopra Minerva. O pai de Rafael, Giovanni Santi, mencionou Bregno na década de 1480 em sua biografia de Federico da Montefeltro, o duque de Urbino. Bregno trabalhou muitas vezes com Mino da Fiesole em Roma e seu refinado estilo lombardo ficou mais clássico por causa do contato e pelo exemplo de esculturas romanas que frequentemente eram descobertas, das quais Andrea foi um dos primeiros colecionadores: um certo "Prospettivo Milanese", escrevendo em 1499-1500, faz referência a um torso na coleção de um "Maestro Andrea", uma possível referência ao Torso Belvedere.
Andrea circulava bem nos círculos humanistas da cidade e era um estimado amigo do maior dos humanistas no círculo íntimo de Sisto IV, Bartolomeo Platina, o responsável pela Biblioteca Vaticana. Bregno teve um papel importante na padronização de um estilo genuinamente clássico de epigrafia nas inscrições tumulares de seus monumentos funerários. Na Capela Sistina, colaborou com Mino da Fiesole e Giovanni Dalmata para produzir a pequena cantoria ("galeria dos coristas") numa das paredes, com seu próprio teto em caixotões, balaústres em mármore esculpido e uma grade em mármore.
A atribuição a Andrea Bregno e Baccio Pontelli da igreja de Santa Maria del Popolo, encomendada por Sisto IV, é tradicional assim como a tradição de que os dois seriam os responsáveis pelo Palazzo della Cancelleria; Donato Bramante atuou depois nas duas obras. Na primeira, ampliou a abside, mas a fachada é da primeira empreitada e tida como uma das mais importantes da arquitetura renascentista primitiva em Roma. A maioria das capelas laterais hexagonais, cobertas por abóbadas em cruzaria divididas em seis partes, e seus balaústres preservaram a planta original da igreja.
Sua obra-prima posterior é o elaborado retábulo em mármore do altar da Capela Piccolomini do Duomo de Siena, completado em 1503, que tem o formato de uma fachada arquitetural à volta de uma grande êxedra central encimada por uma semicúpula e estátuas nos nichos. Em 1481, Andrea Bregno iniciou as obras no altar para o túmulo do cardeal Francesco Todeschini-Piccolomini, que sucederia Alexandre VI por um curto período como papa Pio III em 1503.
Bregno morreu em Roma em 1506. Seu túmulo, da mesma data, em Santa Maria sopra Minerva, ostenta um importante busto seu, provavelmente obra de Luigi Capponi (imagem à direita).

## Obras tumulares
Praticamente todos os túmulos de Andrea Bregno e sua oficina estão em Roma:
- Túmulo (nicho) do cardeal Louis d'Albret (m. 1465), Santa Maria in Aracoeli, Roma. Traços da douração e cores ainda permanecem no mármore.
- Túmulo do cardeal Nicolau de Cusa (m. 1464), San Pietro in Vincoli; com um relevo em mármore multicolorido de São Pedro ao lado do cardeal ajoelhado e do Anjo da Ressurreição.
- Túmulo do cardeal Giacomo Tebaldi (m. 1466), Santa Maria sopra Minerva, executado com Giovanni Dalmata.
- Túmulo do cardeal Alain de Coëtivy (m. 1474), em Santa Prassede.
- Túmulo do cardeal Pietro Riario (m. 1474), Santi XII Apostoli.
- Túmulo do cardeal Cristoforo della Rovere (m. 1477), um sobrinho de Sisto IV, na Capela Della Rovere, Santa Maria del Popolo'. A Madona é de Mino da Fiesole.
- Túmulo de Raffael Della Rovere (m. 1477), o irmão de Sisto IV, na cripta de Santi XII Apostoli (inacabada)
- Túmulo do cardeal Juan Díaz de Coca (m. 1477), Santa Maria sopra Minerva, Roma.
- Túmulo (na parede) de Fra Lippo Lippi, Catedral de Spoleto, ca. 1492.
- Túmulo do cardeal Jorge da Costa, na Capela Costa, Santa Maria del Popolo, 1502
- Túmulo do cardeal Antoniotto Pallavicini, na Capela Montemirabile, Santa Maria del Popolo (de sua oficina)

## Outras obras
- "Madona", um baixo-relevo em mármore no Ospedale di San Giacomo in Augusta.
- Altar (1469) na Capela Salviati, em San Gregorio Magno al Celio.
- Sacrário de Santa Maria della Quercia, Viterbo.
- Dois cibórios na Capela Montemirabile, em Santa Maria del Popolo.

## Galeria

Imagens
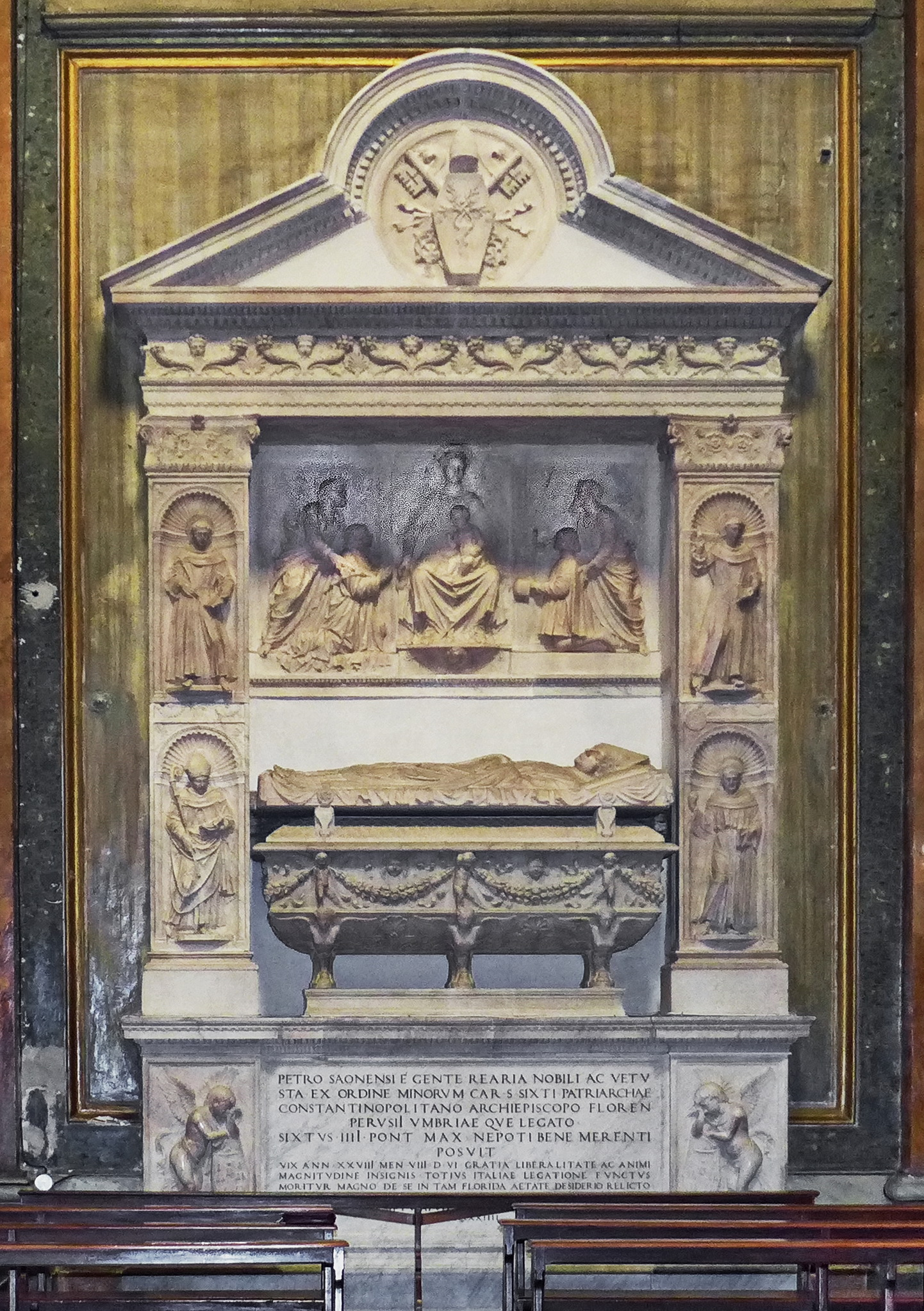
Túmulo do cardeal Pietro Riario, Santi XII Apostoli
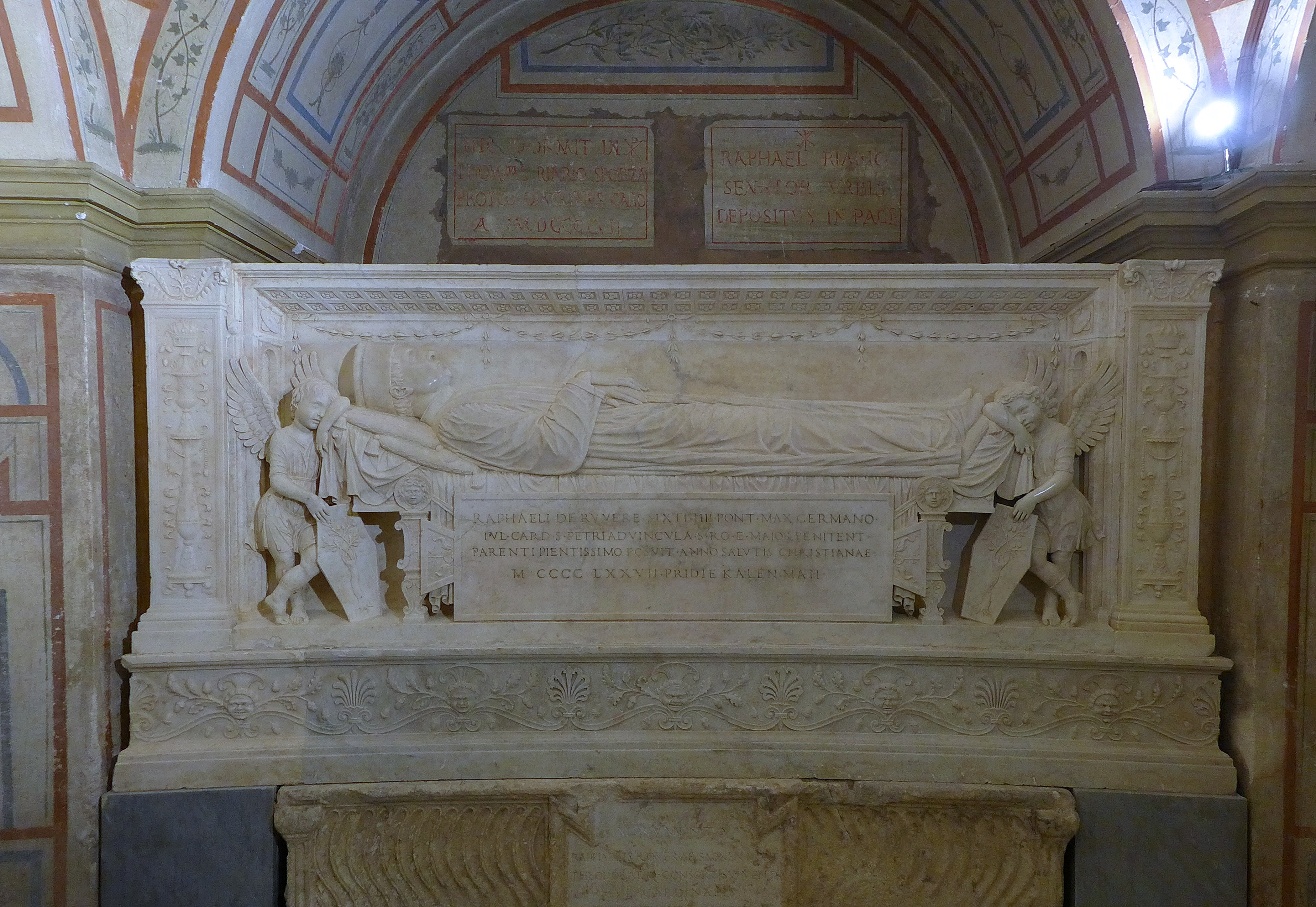
Túmulo de Raffael Della Rovere na cripta de Santi XII Apostoli
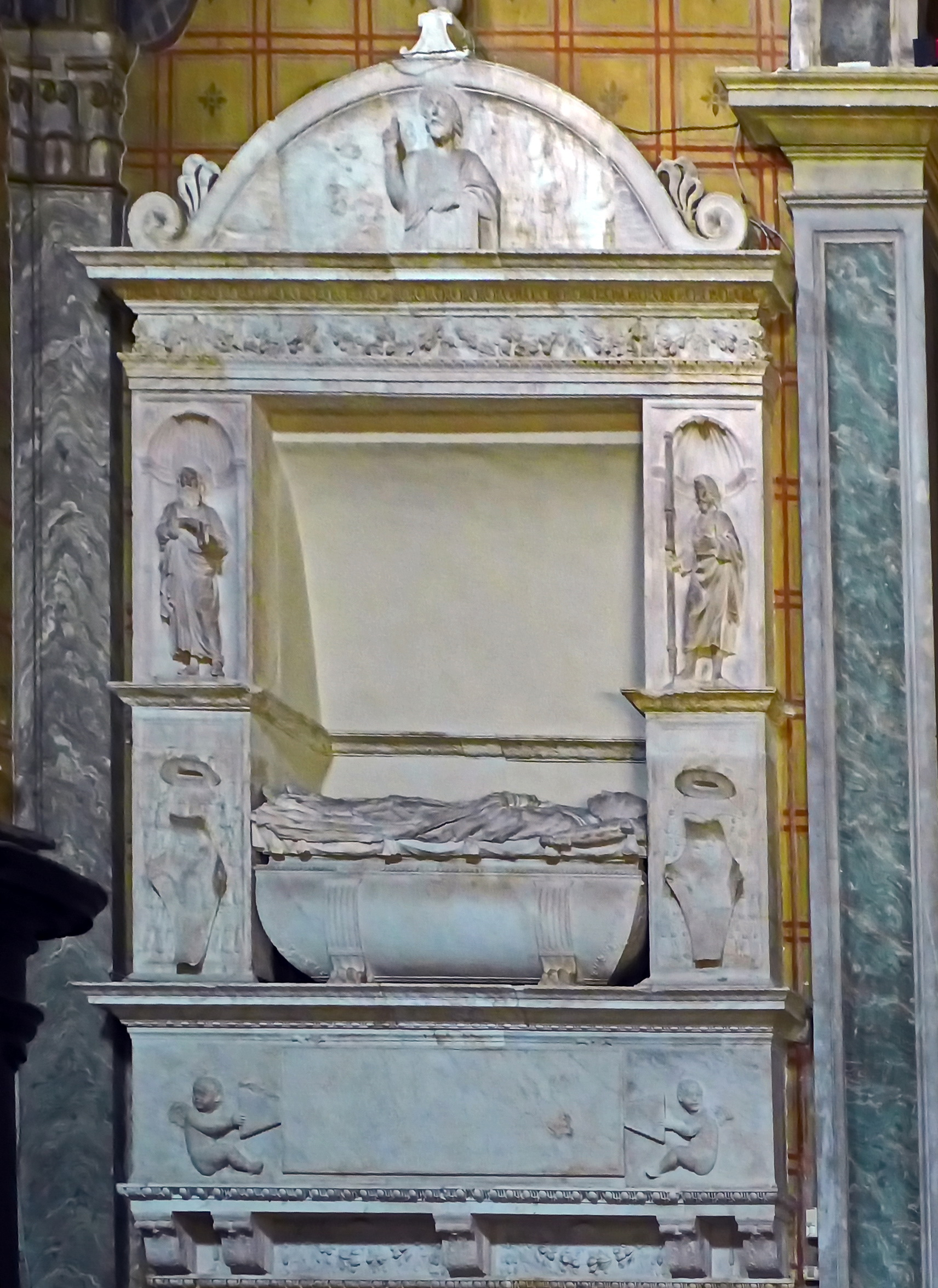
Túmulo do cardeal Giacomo Tebaldi, Santa Maria sopra Minerva
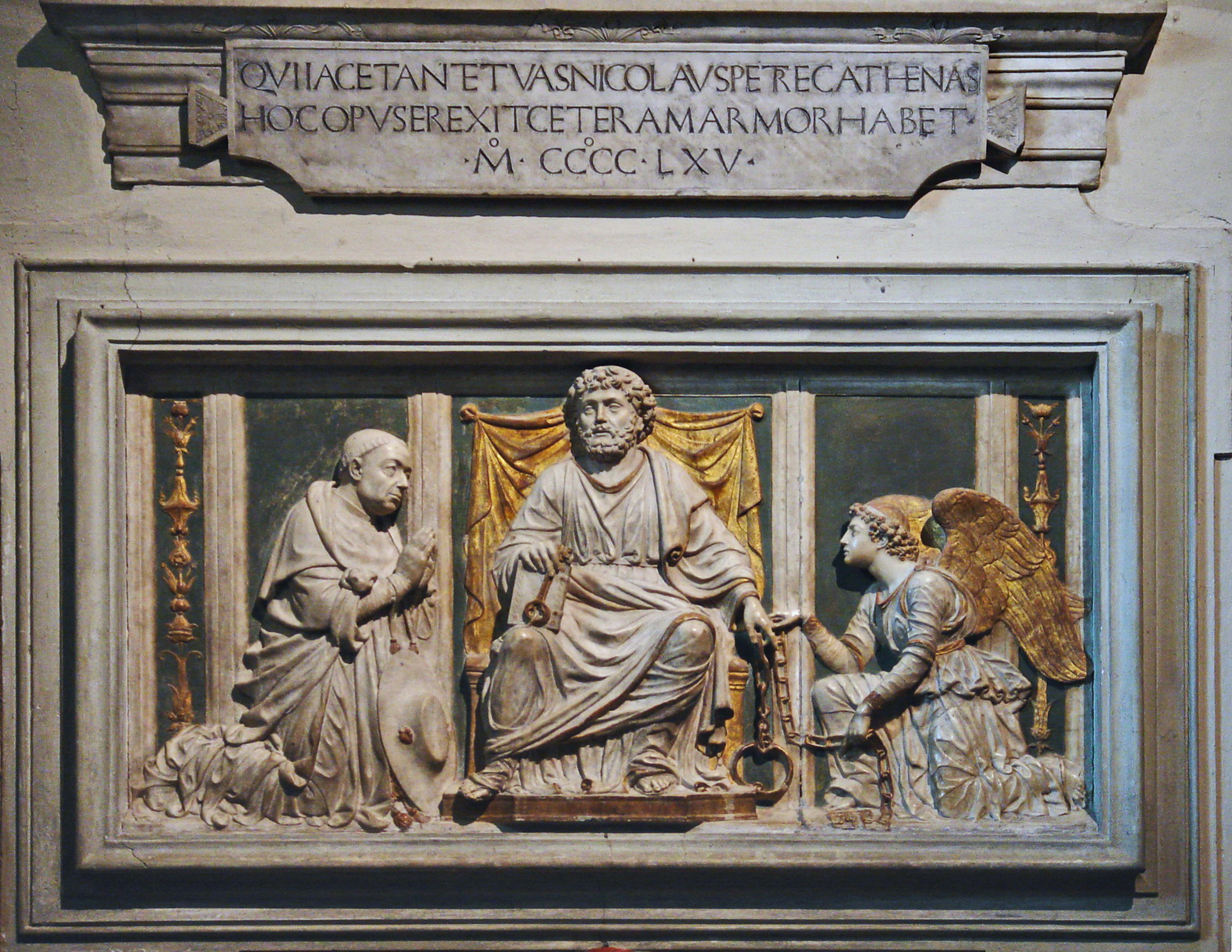
Túmulo do cardeal Nicolau de Cusa, San Pietro in Vincoli
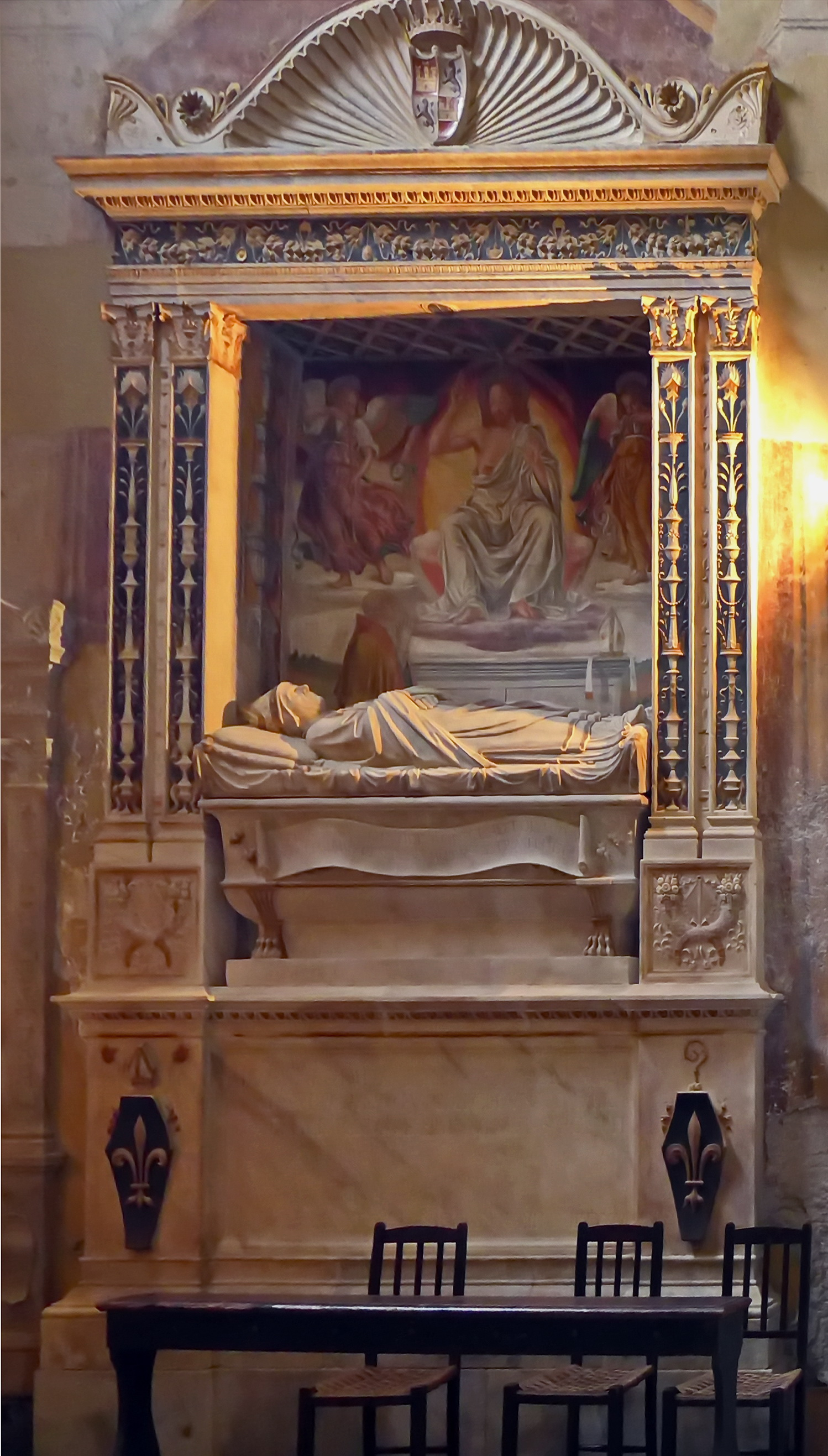
Túmulo do cardeal Juan Díaz de Coca, Santa Maria sopra Minerva